# Demo
Demo o Damo (griego: Δεμώ, Δαμώ; fl. c. AD 200) fue una mujer griega del período romano, conocida por un único epigrama, grabado en el Coloso de Memnón, que lleva su nombre. Allí habla de sí misma como una poeta lírica dedicada a las Musas, pero no se sabe nada de su vida.

## Identidad

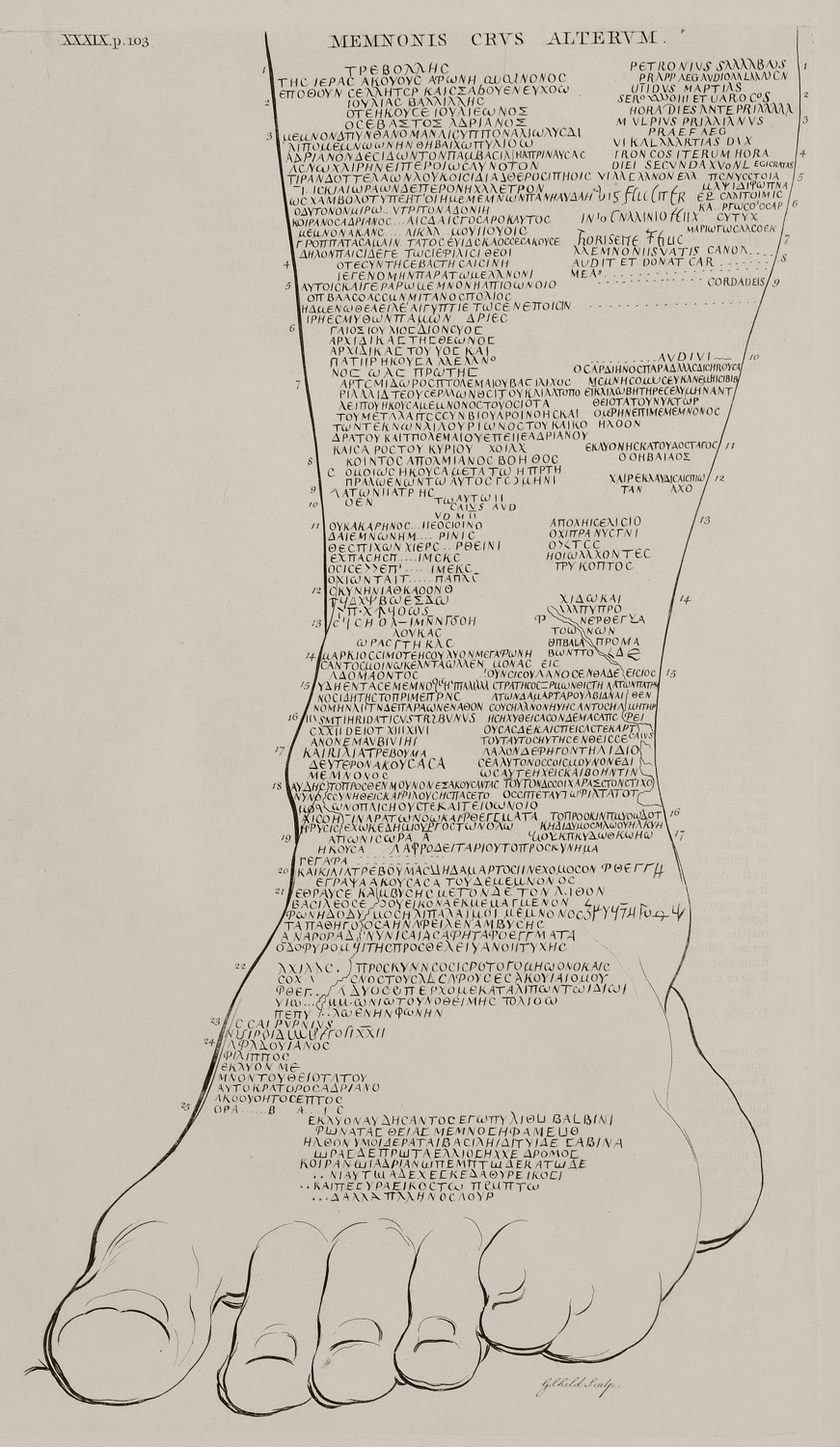
La otra pierna de Memnón (1743)

Demo era evidentemente griega, como lo significa su nombre, un epíteto tradicional de Deméter. El nombre era relativamente común en el mundo helenístico, en Egipto y en otros lugares, y no se puede identificar con mayor precisión. La fecha de su visita al Coloso de Memnón no se puede establecer con certeza, pero la evidencia interna en la pierna izquierda sugiere que su poema fue inscrito allí en algún momento durante o después del año 196 d. C.

## Epigrama

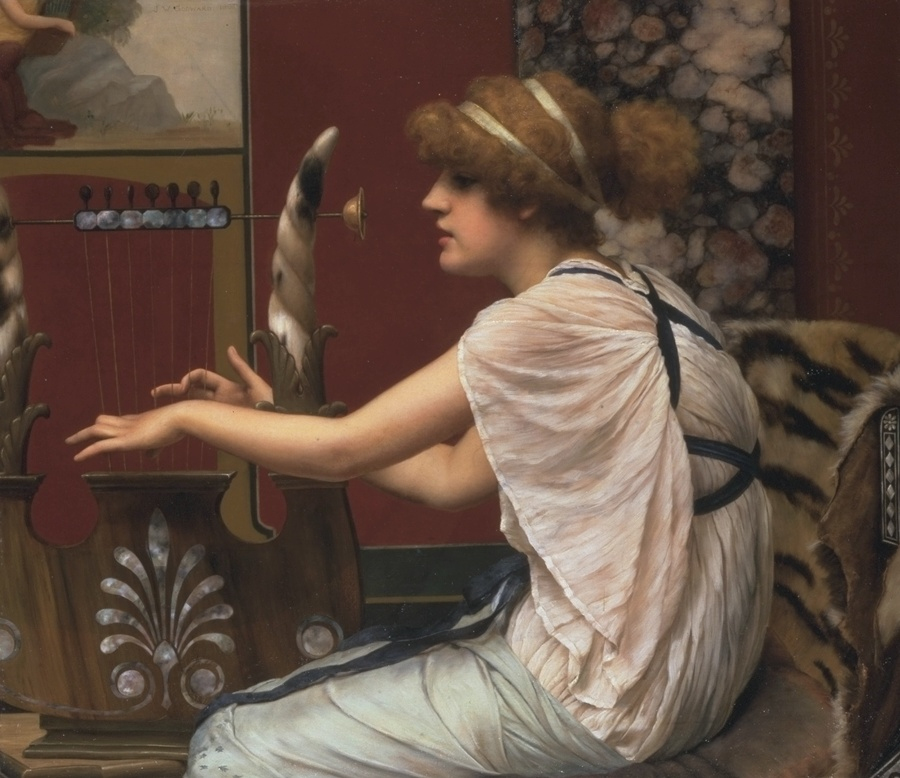
John William Godward: Erato en su lira (1895)

Hay varias inscripciones de graffitis en el Coloso de Memnón. Después de tres epigramas de Julia Balbilla, un cuarto epigrama, en pareados elegíacos, titulado y presumiblemente escrito por "Demo" o "Damo" (la inscripción griega es difícil de leer), es una dedicatoria a las Musas. El poema se publica tradicionalmente con las obras de Balbilla, aunque la evidencia interna sugiere un autor diferente.
En el poema, Demo explica que Memnón le ha mostrado un respeto especial. A cambio, Demo ofrece el don de la poesía, como regalo al héroe. Al final de este epigrama, se dirige a Memnón, destacando su condición divina recordando su fuerza y santidad.
Demo, como Julia Balbilla, escribe en el artificial y poético dialecto eólico. El lenguaje indica que ella era conocedora de poesía homérica: "trayendo un regalo agradable", por ejemplo, alude al uso de esa frase a lo largo de la Ilíada y la Odisea. 

Salvé, hijo de Eos, porque me hablas favorablemente,
Memnón, por amor a las Musas, a quienes soy querida.—
Damo, amante de la canción. Mostrando favor [o quizás 'brindando ayuda'],
Mi barbitón cantará por siempre tu poder, oh santo.